# Ciurila
Ciurila là một xã thuộc hạt Cluj, România. Dân số thời điểm năm 2002 là 1528 người.